# Hill ’n Dale
Hill 'n Dale – jednostka osadnicza w Stanach Zjednoczonych, w stanie Floryda, w hrabstwie Hernando.